# Chinchorro

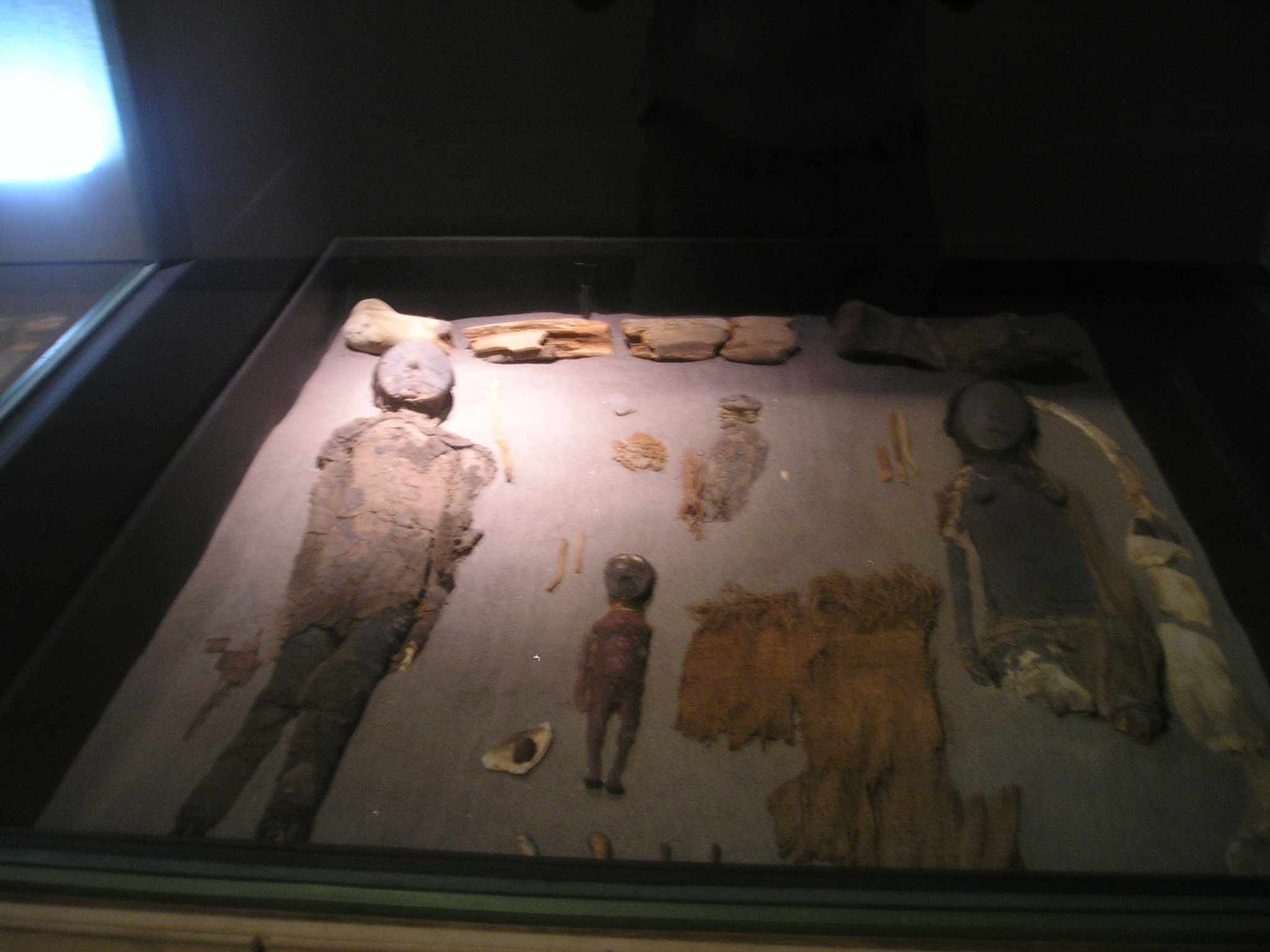
Mòmies de Chinchorro.

Chinchorro va ser una cultura precolombina que es va establir a la costa d'Amèrica del Sud compresa entre Tacna i Tarapacá, entre 9000 i 4000 AC. Antecessors dels camanchacos (pescadors) i els cols (agricultors), va ser un dels primers pobles amb comunitat que va realitzar rituals mortuoris a tots els seus membres. Com mostra d'això, a Arica s'han trobat les tombes dels nadius momificats. Són considerades com les mòmies més antigues del món, molt abans de les mòmies egípcies. Segons estudis científics realitzats a principis de segle XXI aquestes mòmies estarien en descomposició degut al canvi climàtic.